# Artbildning

Olika artbildningsmodeller

Artbildning är när nya arter uppstår, och orsaken till livets stora mångfald. Forskare tror att det finns cirka 10 miljoner arter på jorden just nu, men endast 1,4 miljoner av dessa har blivit upptäckta, vetenskapligt beskrivna och därmed namngivna. Nya arter bildas alltid från en redan befintlig art.

## Vad är en art?
Populationer inom en art kan variera i utseende och levnadssätt, särskilt då populationerna är geografiskt åtskilda. Det kan även vara tvärtom, att arter är så morfologiskt lika varandra att det är mycket svårt att skilja dem åt. Det kan alltså vara svårt eller ibland till och med omöjligt att definiera en art endast genom att studera utseendet på en viss individ. Det finns flera olika artbegrepp, och följaktligen flera olika sätt att definiera en art på. Det mest använda är det så kallade biologiska artbildningskonceptet (engelska: biological species concept, BSC). Detta innebär att om två individer tillsammans kan producera en fertil avkomma, så bedöms individerna vara av samma art. BSC-konceptet kan dock ej användas på asexuella organismer. Hos bakterier och virus kan man titta på kärngenerna (engelska: core genes) för att artbestämma, eftersom dessa gener skiljer sig mellan de olika arterna.

## Hur arter uppkommer
Arter uppkommer i en serie av steg. Det börjar med någon form av separation, vanligtvis till följd av naturliga orsaker, men det kan också ske artificiellt genom människans ingripande. Separationen följs av en fixering av vissa karaktärer genom selektion. Med tiden blir skillnaderna hos karaktärerna större och större och leder till att arterna blir reproduktivt isolerade från varandra, det vill säga att de två olika grupperna sinsemellan inte längre kan få fertil avkomma.

### Naturlig artbildning
Idag används fyra modeller för att förklara hur arter bildas på naturlig väg: allopatri, sympatri, peripatri och parapatri.
- Allopatrisk artbildning sker när en population splittras upp och grupperna blir geografiskt isolerade från varandra. Därefter sker divergent selektion, det vill säga, olika egenskaper selekteras olika i grupperna, vilket till slut leder till reproduktiv isolering. Splittringen kan exempelvis bero på migration eller geologiska händelser, barriärerna som separerar populationerna kan vara antingen geografiska eller ekologiska.
- Sympatrisk artbildning är när artbildning sker inom samma geografiska område trots fortsatt genutbyte mellan de olika grupperna. Detta beror ofta på att ekologiska omständigheter minskar genflödet mellan olika grupper. Artbildning kan då ske genom disruptiv selektion och på grund av fördelen med att para sig med individer med samma karaktär, eftersom avkomma mellan individer med olika karaktärer har sämre fitness.
- Parapatrisk artbildning sker när en populations utbredningsområde blivit så pass stort att genflöde inte längre sker över hela området. Detta leder till separerade populationer som genom olika selektionstryck kan bilda olika arter.
- Peripatrisk artbildning sker när en avlägsen population isoleras, ofta på grund av en geografiska barriärer som en flod, en öken eller ett bergsmassiv. Detta hindrar genflöde och kan leda till artbildning. Arter som uppkommit via peripatri är ofta mycket närbesläktade och kallas systerarter och tillsammans utgör de en systergrupp. Denna form liknar allopatrisk artbildning men vid peripatrisk artbildning är den ena populationen alltid mycket mindre än den andra.

### Artificiell artbildning
Det finns flera exempel på arter som uppkommit genom människans försorg, och främst då som ett resultat av domesticering och djurskötsel inom lantbruket. Bland annat kan nämnas tamfåret, som av många systematiker numera måste anses vara en egen art, då avkomma mellan tamfår och den ursprungliga arten mufflonfår inte längre är fertil.
Den bäst dokumenterade uppkomsten av nya "konstgjorda" arter i laboratoriemiljö utfördes i slutet av 1980-talet av William R. Rice och George W. Salt. De födde upp bananflugor (Drosophila melanogaster) i en labyrint, där flugorna kunde göra tre val mellan olika livsmiljöer, som erbjöd olika grad av ljus och fuktighet med mera. Beroende på vilka val av levnadsbetingelser som flugorna valt, kunde de komma ut ur labyrinten via en av sammanlagt åtta utgångar. Alla flugor som kom ut ur en och samma utgång föredrog alltså likadana förhållanden, och ingen av dem hade delat exakt samma miljö som någon av de flugor som kom ut genom någon av de andra utgångarna. Rice och Salt valde ut två grupper av flugor, som alla kommit ut ur två specifika utgångar, och lät dessa föröka sig inom respektive grupp. Efter trettiofem generationer visade det sig att dessa flugor och deras avkomma kommit att bli reproduktionsmässigt isolerade på grund av sina starka habitatpreferenser: de parade sig endast i de områden i labyrinten som de föredrog, och inte heller där parade de sig med flugor som föredrog andra områden.
Forskaren Diane Dodd har kunnat visa hur sådan reproduktiv isolering kan utvecklas efter bara åtta generationer med utfodring av olika typer av livsmedel. Hon använde sig av två grupper av bananflugearten Drosophila pseudoobscura, och utfodrade dessa båda med stärkelse respektive maltos. Andra forskare har visat att Dodds experiment är enkelt återskapa, även med andra typer av bananflugor och födoämnen.